# 中条信礼
中条 信礼 （ちゅうじょう のぶのり、文化9年（1812年）- 没年不詳）は、江戸時代の高家旗本。父は中条信徳。通称は兵庫、桜翁。官位は従四位上侍従、左衛門督。
文政12年（1829年）12月1日将軍徳川家斉に御目見する。文政13年（1830年）閏3月19日家督を相続する。天保6年（1835年）12月24日高家職に就任し、従五位下侍従・山城守に叙任する。後に中務大輔に改める。嘉永3年（1850年）12月20日高家職を辞職する。高家末席に列する。安政2年（1855年）3月26日隠居し、養子信汎（実父戸沢正令）に家督を譲る。安政3年（1856年）6月25日惣髪を許可されて、桜翁と称する。文久2年（1862年）12月1日再び高家職に就任する。中務大輔を称し、後に左衛門督に改める。文久3年（1863年）3月従四位下に昇進し、同年5月30日高家肝煎に就任する。元治元年（1864年）4月18日従四位上に昇進する。慶応4年（1868年）2月19日高家肝煎を辞職する。
王政復古後朝廷に早期帰順して朝臣に転じて中大夫席に列する。明治元年11月に藩列請願書を出しているが、不許可となっており同家は華族にはなれなかった。明治3年1月5日に諸陵権頭に任じられる。同年11月に旧位が廃止されたことで従四位上の官位は失効し、改めて従六位に叙されたが、その後の動向は不明。